# Cavall alat

Cavalls alats de Tarquínia, art etrusc, exposats al Museu Nacional de Tarquínia

Un cavall alat és un cavall amb un parell d'ales, generalment amb plomes i inspirat en els ocells. Aquesta forma fantàstica i imaginària del cavall, ha estat present des de l'Antiguitat en l'art i els relats de mites i llegendes, de diferents religions, i en les tradicions del folklore popular. Originari de l'antic Pròxim Orient, el cavall alat arriba a Europa amb el Pégàs de la mitologia grega. Està molt present a la mitologia àrab, i a l'Índia, tant en les tradicions hindús com en el budisme. Es constata l'existència a la Xina, en els Étruscs, a França en el folklore del Jura, a Corea amb Chollima, a Àfrica i a Amèrica del Nord.
Estudiat per Spinoza, i diferents psicoanalistes, el cavall alat combina el simbolisme del cavall clàssic, el de l'animal ctònic i psicopomp, amb el de l'ocell, animal de lleugeresa i elevació espiritual. L'origen de la iconografia i les tradicions que l'esmenten són, sens dubte, lligades a la imatge cosmogònica de l'animal-llampec fecundant la Terra, recolzada per la difusió del cavall domèstic. Es troba lligat al somni i a la imaginació, les pràctiques xamàniques, on el xaman cavalca un animal alat per passar a través de diferents estats de consciència, on podria també igualment tenir un paper en la difusió del seu mite.
El cavall alat més conegut, Pegàs, ha vist el seu nom estendre's per designar per extensió tot tipus de cavall alat al món occidental. També es una figura heràldica imaginària bastant freqüent, i un tema que s'ha generalitzat en totes les manifestacions artístiques. Diferents obres modernes de gènere fantàstic, els còmics i els jocs de rol compten amb cavalls alats. Luno the White Stallion és un personatge d'una sèrie de dibuixos animats. La saga de Harry Potter en presenta diversos, sobretot els sombrals. Els cavalls alats s'han popularitzat amb les nenes a la fi del segle xx, en particular gràcies a les llicències de joguines com les de My Little Pony i la Bella Sara.

## Creació i descripció
.

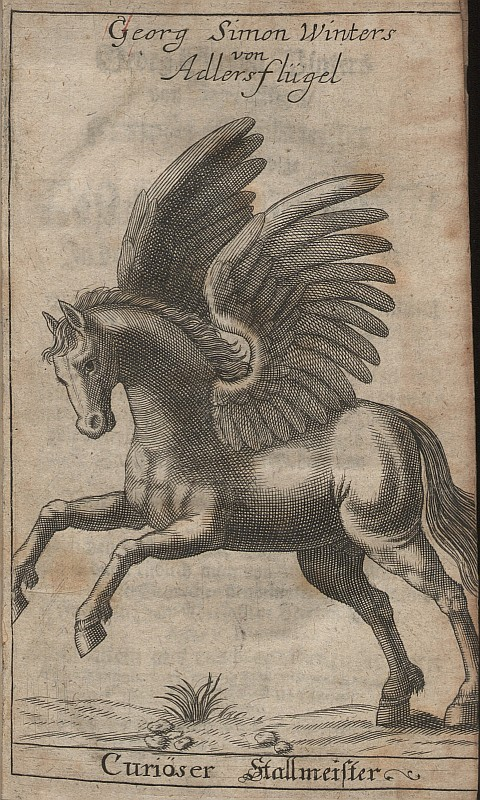
Landwirtschaft & Nutztierhaltung & Biologia & Pferd, gravat d'un manuscrit alemany de 1680 realitzat per Georg Simon Winter, mostrant un cavall alat des d'un punt de vista biològic

El cavall alat és un animal fantàstic i quimèric, com l'esfinx, el centaure o el griu. Es compon d'elements que ja existeixen a la realitat, un cavall i les ales d'un ocell. La seva figura imaginària es crea a partir de la combinació d'elements existents. Encara que no hi ha cap cavall alat en el món físic, té una forma de realitat en el terreny dels somnis, el món sobrenatural i la mitologia: la realitat física és constitutiva de la realitat interna. A l'Ètica, del filòsof Spinoza pren l'exemple que, en l'estat de somnis, no hi ha cap raó per dir que no existeix davant un cavall sense ales. També exposa com un nen que, havent vist un cavall, però no necessàriament la idea que un cavall amb ales no pugui existir, creurà la seva realitat. Finalment, distingeix la percepció de l'enteniment (per percebre un cavall alat) de la voluntat (per jutjar que existeix un cavall alat), dient que un nen que només té la comprensió d'un cavall alat, creurà a la seva existència.
El cavall alat és habitualment blanc. Particularment, des del segle xx, algunes representacions de cavalls alats en la cultura popular els han atribuït ales membranoses, com les dels ratpenats, i un color negre. És el cas dels Sombrals de la saga Harry Potter, del Hellhorse de Dreadknight i de Valinor, muntura del Cavaller negre en els còmics americans.

## Testimonis mitològics, llegendaris i religiosos
.

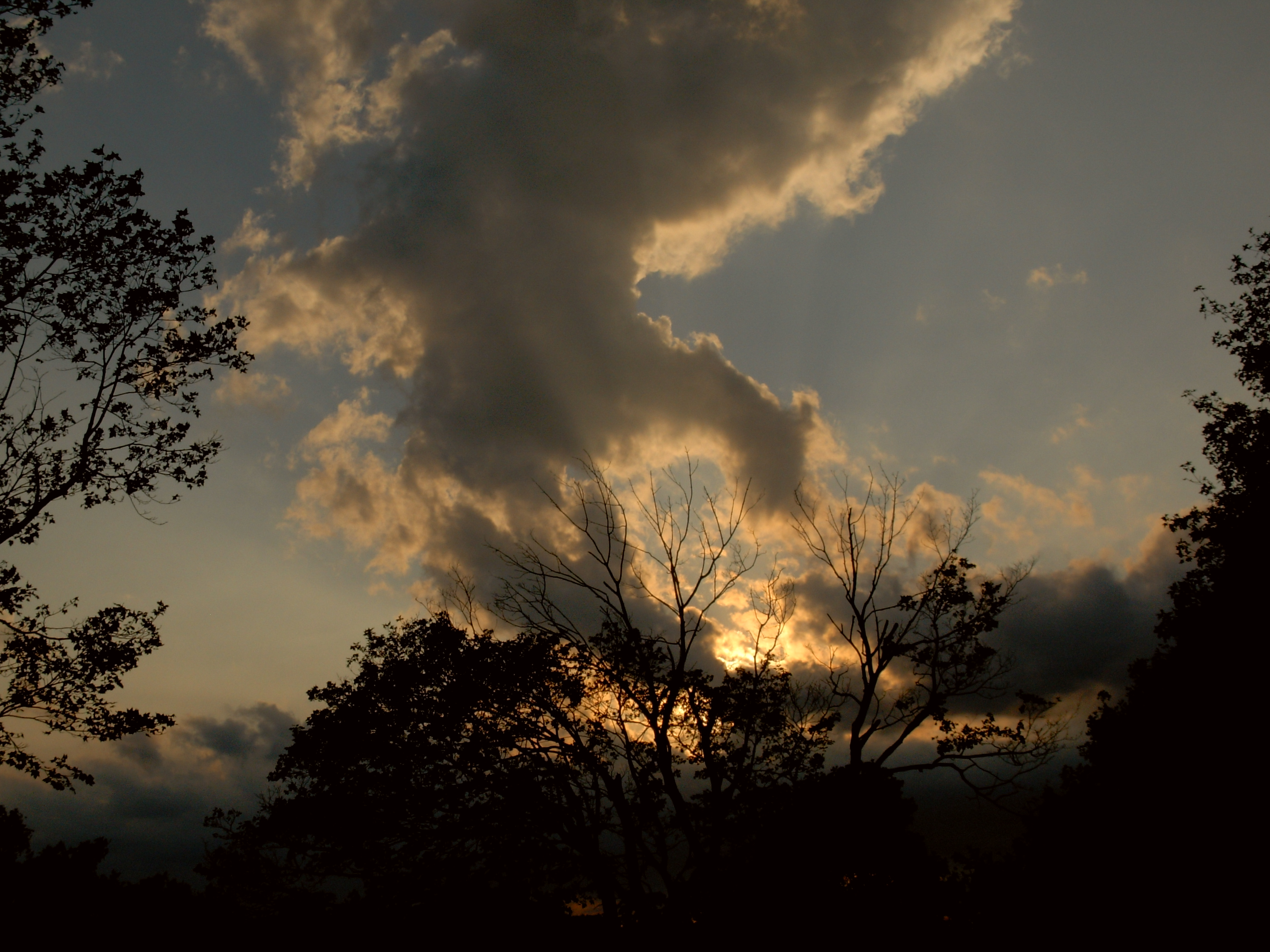
La figura del cavall alat s'associa naturalment al cel i als mites cosmogònics

El cavall alat s'associa amb el cel, i per tant, amb els relats cosmogònics que expliquen la creació i l'organització del món i els elements. Entre els temes recurrents de les cosmogonies, es troba la llet produïda per una vaca celestial, i la divinitat que, en baixar la pluja, fertilitza la Terra. Aquesta deïtat fertilitzant té l'aparença d'un moltó, d'un toro, d'un ocell o d'un cavall alat, simbolitzant un llamp tant brillant com una fletxa. La majoria dels fenòmens climàtics més canviants prenien formes animals en les creences antigues. L'observació de les forces naturals, l'aigua, el llamp o els ocells es citen com a possible origen del mite de Pegàs.
Segons el germanista Marc-André Wagner, el cavall alat va aparèixer per primer cop amb els protohitites, sent originari de l'Antic Orient Pròxim. Els animals portadors de llampecs, provenen d'aquesta regió on el cavall va substituir a poc a poc al toro en aquest paper. Pegàs, seria doncs la recuperació grega d'un mite asiàtic del cavall-llampec. El cavall alat va esdevenir molt freqüent en les mitologies, i més encara a les obres d'art antigues. Ludolf Malten creu que el mite del cavall-llampec es va concretar cap el II i el III mil·lenni aC a Àsia Menor, paral·lelament a la difusió del cavall domèstic. Pegàs seria, amb diferència, el mite més conegut dels cavalls alats. Tant es així que el seu propi nom s'ha designat per defecte a aquest tipus e criatures mítiques, en l'heràldica, o en universos de fantasia i els jocs de rol. Tot i que no és l'únic cavall alat de la història, els escrits i els mites han retingut el seu nom.

### Grecoromans

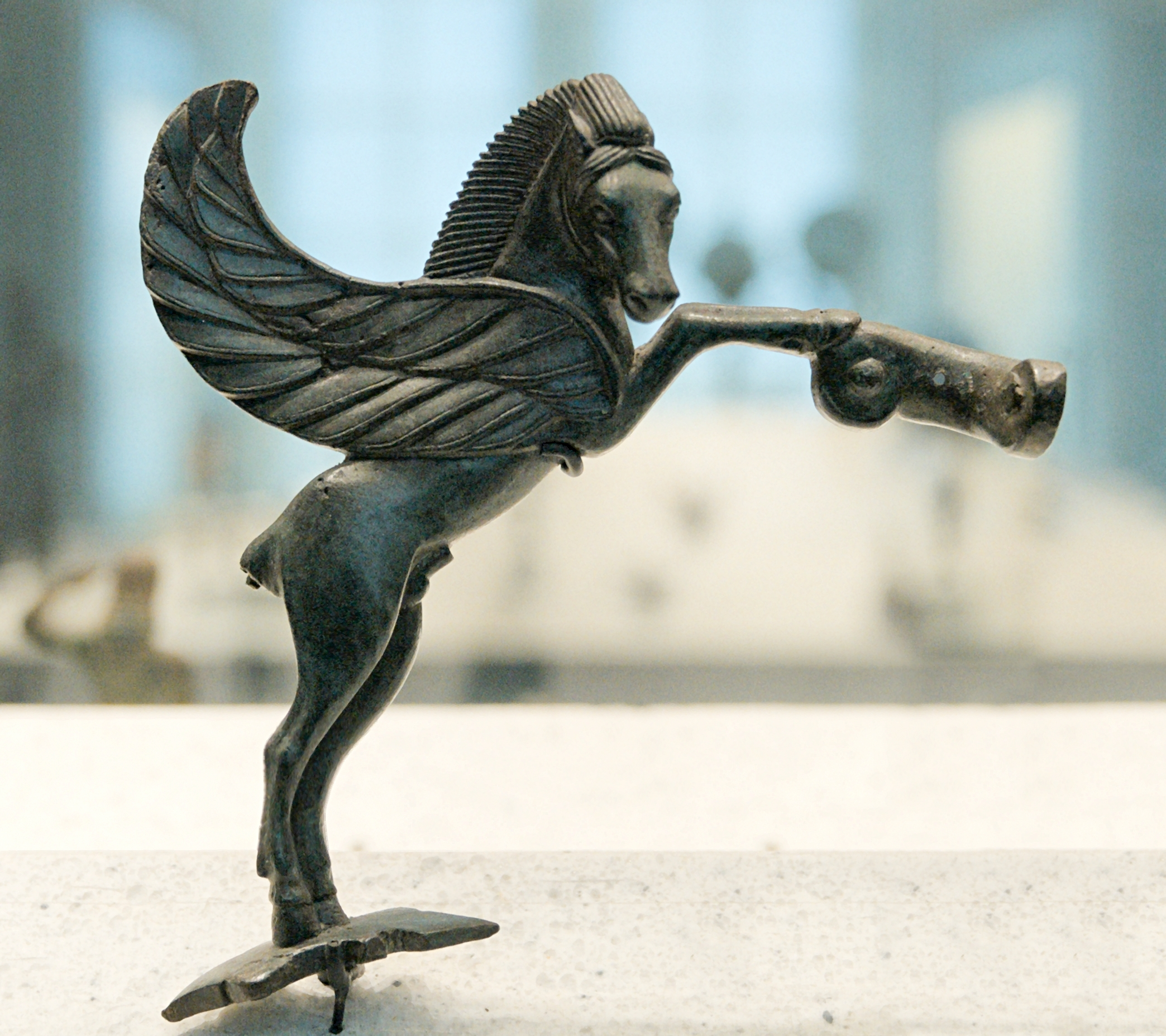
Cavall alat en bronze fabricat a un taller del Nord-oest de l'antiga Grècia al tercer quart del

Pegàs va ser, de lluny, el més representatiu dels cavalls alats grecoromans, provinent d'un antic déu de les tempestes de la mitologia hitita, que portaria l'epítet de Pihassassa. Una part del seu mite hauria passat dels pobles luvitòfons als antics Grecs. Jacques Desautels hi veu una conseqüència de la domesticació del cavall pels Grecs. El seu mite va conèixer una ampla difusió al món antic, reprès pels Romans, es va cristianitzar parcialment al segle iv, segons l'historiador de les religions Marcel Simon.
Els textos de la mitologia grega esmenten que l'heroi Pélops rep de Posidó un carro enganxat de dos cavalls alats, i són dues Nereides en un carro tirat per cavalls amb ales d'or, que disposen de l'armament de Pàtrocle a Tetis. Quan Plató descrit el temple de Posidó sobre l'illa mítica de la Atlàntida, l'estàtua del déu es troba en una posició d'un carro tirat per sis cavalls alats. Ales equus, podria ser una metàfora del déu del vent Zèfir:
« Recentment separat de mi, els altres rínxols, les meves germanes, van lamentar el meu destí quan, al meu parer, es va oferir l'aire del moviment de les seves ales, el germà de Memnon, l'etíop, el cavall alat de Locrienne Arcinoe; em pren, vola en la foscor del firmament i em posa sobre el pit cast de Venus. Va ser ella, la mestressa de Zéphyrion, que havia confiat el seu servent amb aquesta missió […] ».
Càtul, Poesies, traducció de G.Lafaye

#### Hippalectryon

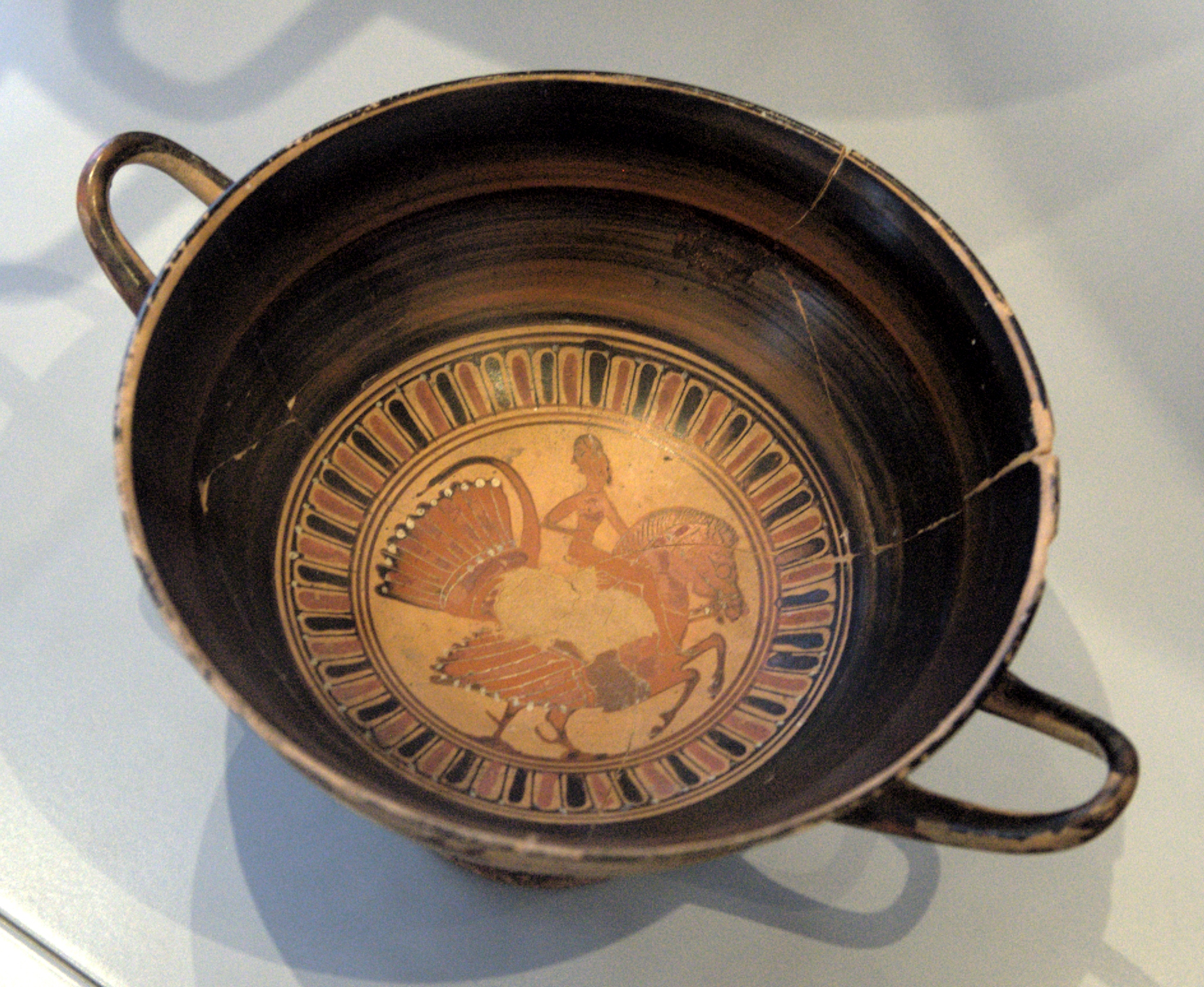
Noi cavalcant un hippalectryon, kylix àtic a figures negres, 540-530 aV., Altes Museum (Berlín)

L'hyppalectryon és una criatura híbrida fantàstica de l'antiga Grècia, amb la part davantera d'un cavall i la part posterior d'un gall, ales, cua i cames incloses. Portaria un plomatge groc o vermell, segons les traduccions. Els mites i llegendes que poguessin estar relacionats amb ell segueixen sent desconeguts. Aquesta criatura, poc freqüent, apareix en 85 objectes d'art antic grecs, el més antic datat al segle ix aC. Es pot trobat amb mes freqüència al segle vi aC, en pintura sobre gerro, i mes rarament en escultura, muntat per un jove cavaller desarmat. Probablement, va adornar algunes monedes antigues del segle v aC. Es mencionat per Èsquil, i sobretot per Aristòfanes, que el converteix en un dels seus insults preferits. La seva funció segueix tenint un alè de misteri. Com a bèstia apotropaica i profilàctica, podria haver estar dedicat a Posidó, i s'encarregaria de protegir els vaixells. Altres estudis hi veuen una bèstia grotesca que diverteix els nens, o una simple decoració fantàstica sense una funció particular.

#### Pegàs
[[Fitxer:NAMA_Epinetron_Bellérophon.jpg|miniatura|Bel·lerofont combatent a Quimera sobre Pegàs. Escena pintada sobre l'extremitat d'un epínétro àtic del [segle v aC]].

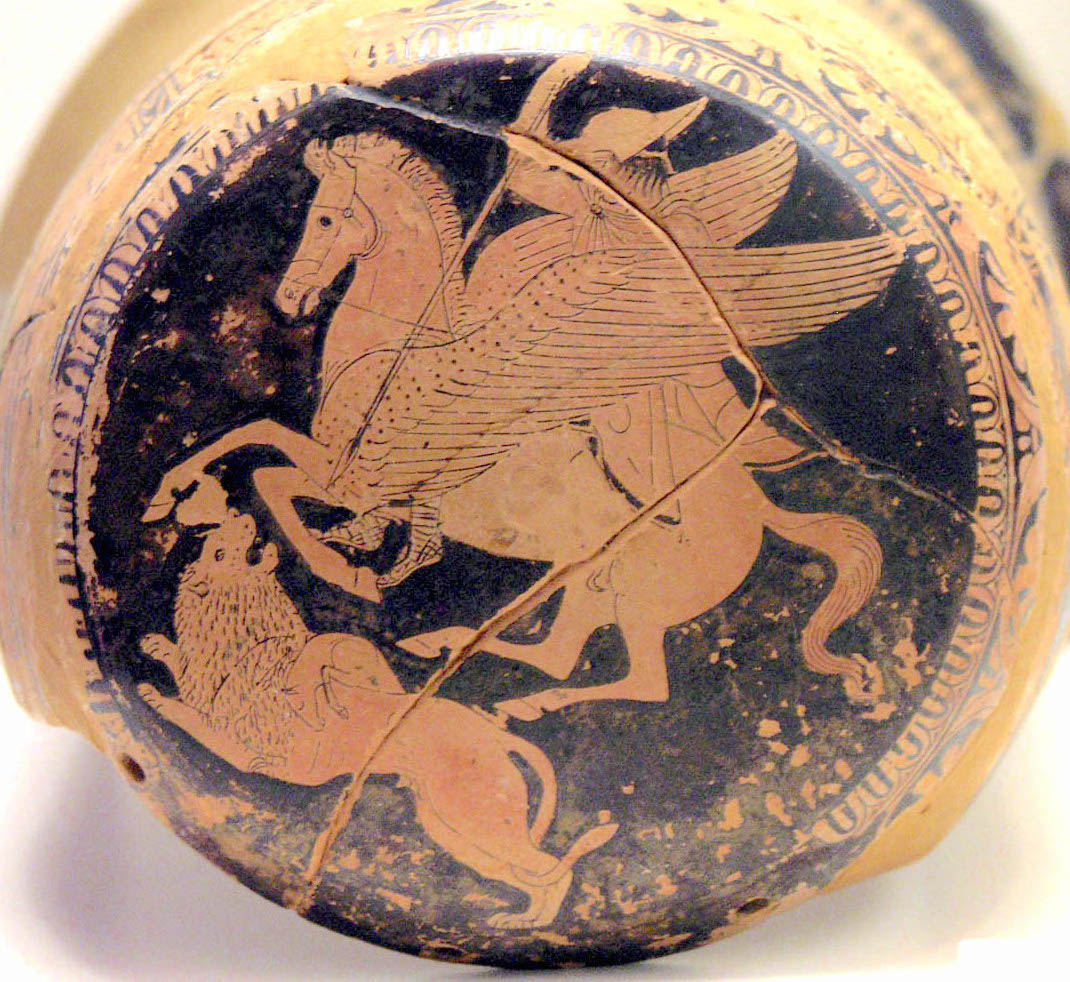
Bel·lerofont combatent a Quimera sobre Pegàs. Escena pintada sobre l'extremitat d'un epínétro àtic del [

Pegàs fou una de les criatures fantàstiques més famoses de la mitologia grega. De naturalesa divina,generalment es representa de color blanc. Neix amb el seu germà Crisàor, de la sang de la gorgona Medusa, decapitada per l'heroi Perseu. Segons els poetes grecoromans, pujà al cel després del seu naixement i es posà al servei de Zeus, rei dels déus, que li encarregarien dirigir els llamps i trons sobre l'Olimp. Amic de les Muses, Pegàs és el creador de la Font Hipocrene que la fa brollar amb el seu casc. Capturat per l'heroi Bel·lerofont, prop de la font de Pirene, gràcies a l'ajuda de la deessa Atena i del déu Posidó, permet a aquest heroi muntar-lo amb la finalitat de vèncer el monstre, Quimera, i de realitzar moltes altres gestes. No obstant això, el seu genet es víctima del seu orgull, i cau de la seva esquena, intentant arribar al mont Olimp. Pegàs troba a Zeus que acabarà per transformar-ho en constel·lació, i situar-lo en el firmament.

#### Pegàs etíop
.

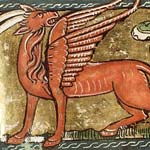
Pegàs etíop sobre un manuscrit del 1350, Biblioteca Nacional dels Països-Baixos

Els pegasos etíops els va esmentar Plini el Vell com una tribu de cavalls alats i banyuts que viurien a Etiòpia, a l'Àfrica subsahariana. La seva figura es va recuperar en els bestiaris medievals.

### Mitologia germano-escandinàvica
El cavall alat és rar, si no absent, en la mitologia nòrdica i en les tradicions germàniques, encara que la funció xamànica del cavall, que implica un vol màgic, estarà present. Els cavalls capaços de volar, com Árvakr i Alsviðr, Skinfaxi i Hrímfaxi o el mateix Sleipnir, no tenen ales. A diferència de les imatges modernes, especialment sota la influència dels còmics i de certs llocs web, les valquíries de la mitologia nòrdica no muntaven cavalls alats ni cignes malgrat la seva estreta relació amb aquest ocell. Les fonts originals parlen de « muntures de núvol » que sacsegen les seves crineres fent caure la rosada i la pedra.
Hófvarpnir, el cavall de la deessa Gná, és capaç de desplaçar-se tant a l'aire com sobre el mar :
 No volo

 Tot i que penso

 Travessar els cels

 Sobre Hofvarpnir

 El que tenia Hamskerpir

 Amb Garðrofa
— Gylfaginning
Jacob Grimm, assenyala que Gná no es considera una deessa alada, però que la seva muntura podria haver estat un cavall alat, una aproximació rebutjada pels estudis més recents. El seu germà Wilhelm Grimm assenyalà en el seu moment que Falke, muntura a Thidrek (Teodoric de Verona) en una llegenda germànica, porta el significat de « falcó », el que suggereix que posseeix ales. Aquesta aproximació també ha desaparegut dels treballs més recents.

### Mitologia hebrea i mitriànica
Entre els hebreus, les històries apocalíptiques i llegendàries sovint evoquen els cavalls alats que surten de la mar. Segons l'un dels himnes de la religió mitriànica, Mitra s'eleva cap al cel en un carro d'or tirat per quatre cavalls « que volen ».

### Europa cristiana
L'arribada del cristianisme a Europa, fa recular aquest animal fabulós d'anteriors tradicions paganes, però no l'acaba eliminant. La criatura, de vegades es demonitza, de manera que la muntanya del Adramelec es representa com un cavall alat, en interpretacions recents de la demonologia. Una prova de supervivència d'aquesta creença, malgrat el Cristianisme, és la presència de cavalls alats al folklore del Jura.

#### Folklore del Jura
.

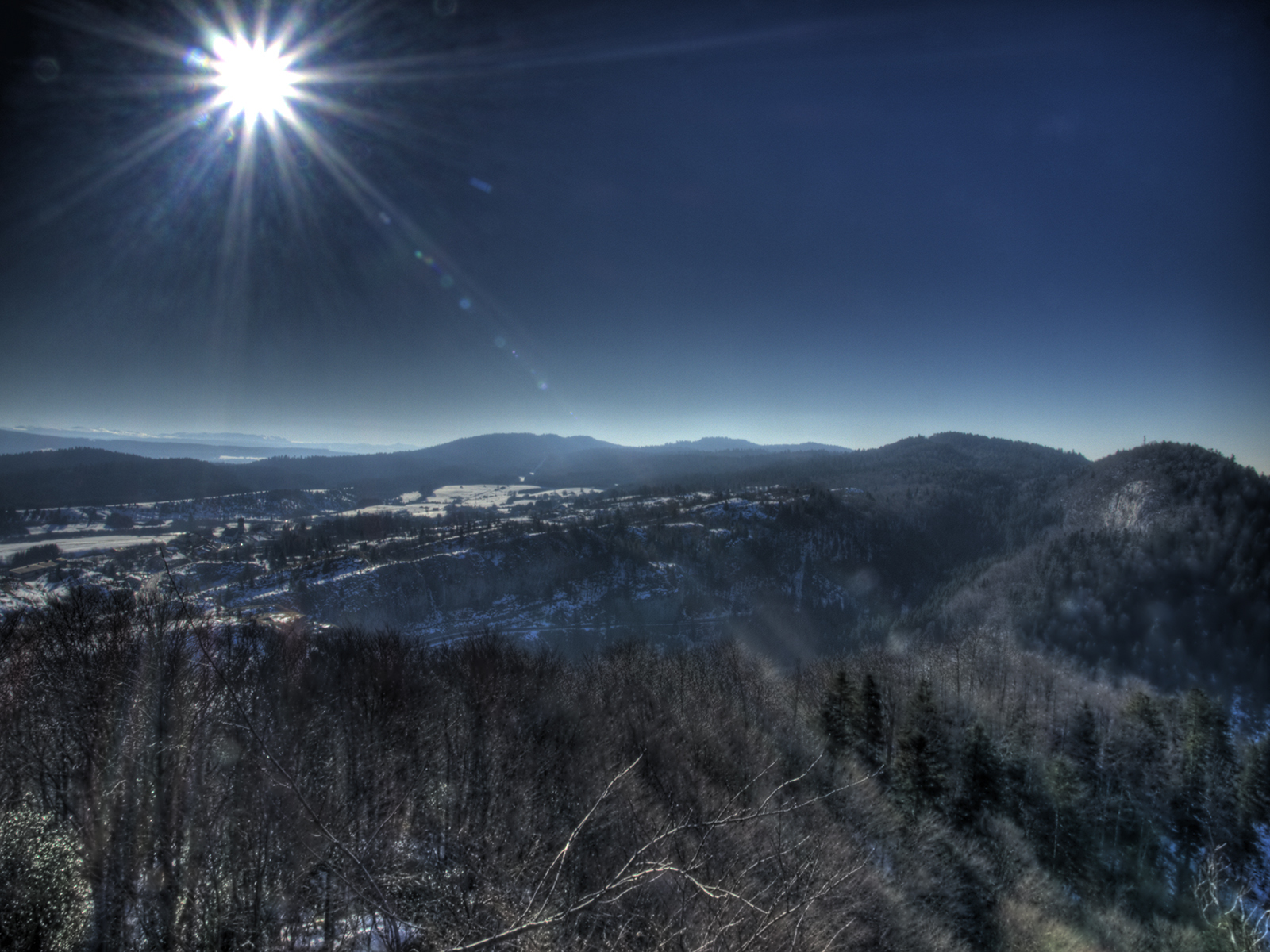
Vista de la Chaux-du-Dombief des del Pic de l'Aigle, llocs on hi hauria estat vist la sílfide cavaller del Jura amb el seu cavall blanc alat

El folklore francès compta amb cavalls alats al Jura, tots ells inventariats pels folkloristes del XIXe , sobretot Désiré Monnier. El cavall blanc de Chisséria o "Pegàs de Ségomon", és propi al Cantó de Arinthod. Apareix al cel sota la forma d'un cavall blanc, de vegades acompanyat d'esperits, follets, i de sylphides, o guiats per un caçador armat que travessa el cel. El cavall blanc de Foncine, o « Pegàs de Foncine », és objecte de nombrosos testimonis. Sol aparèixer més aviat al crepuscle, "l'hora de totes les aparicions meravelloses". Molts pastors afirmen haver tingut el plaer de veure "aquest elegant corser blanc" pasturar a les fonts de la Saine, després d'enlairar-se amb "una admirable lleugeresa" cap al cim de la muntanya sagrada, el que envaeix a tots d'emoció. L'alcalde del mateix Foncine-la-Altura testifica que aquest cavall va ser molt conegut en la seva època.
Un cavaller silfide, descrit com un rei amb un sabre elevat, muntaria un cavall blanc alat i magníficament equipat als cels. A prop dels llacs de l'alt Jura se'ls anomena com de Bonlieu i de Narlay. El blanc pàl·lid cauria a la plana sense tocar-la, i sortiria tan ràpid com el llamp. Uns altres han vist el seu cavall sol, lligat per la brida a una roca escarpada com un menjador. Fora de la roca, a l'aire, porta la crinera, amb la cua estirada, esperant impacientment que el seu amo vingui per començar de nou les seves carreres a través del cel.

#### Contes populars europeus
El cavall alat apareix en certs contes populars europeus, datats de diferents èpoques després de la cristianització. El de Geoffrey Chaucer titulat Cambuscan presenta un cavall mecànic de coure capaç de volar, sense especificar si té ales. El rei de Sarray, el rep com a sobirà d'Aràbia i l'Índia: és la creació d'un poderós mag, que li ha permès volar tan ràpidament i tant lluny com l'àguila. Més clàssic és el cavall alat de la història El Drac daurat, recollit en occità gascó per Jean-François Bladé.

#### Contes eslaus
En el folklore eslau oriental, el cavall fantàstic Sivko-Bourko no es defineix expressament com alat, però es capaç de saltar a una altura sobrenatural. El cavall màgic de Neznaïko, vola, mentrestant "per sobre del bosc immòbil".

### Mitologia àrab i tradicions islàmiques
La mitologia àrab ignora moltes criatures nascudes d'origen grec, com el centaure i l'unicorn, però li dona una gran importància al cavall alat, sovint amb relació amb l'element del vent. És omnipresent en l'imaginari del món musulmà i impregna el vocabulari àrab eqüestre. Una vintena de paraules emprades per designar els membres del cavall pertanyen al camp lèxic de l'ornitologia. Segons Eugène Daumas, els àrabs creuen que els cavalls amb pelatge roig són capaços de volar pels aires.

#### Bouraq
Bouraq és una muntura sagrada que portà el profeta, segons els hadiths. La muntura del profeta Mahoma, generalment es representa com una euga alada amb cap de dona i cua de paó. El bouraq fa que Mahoma viatgi des de la Meca fins a Jerusalem, i des de Jerusalem fins al cel. El Sahih al-Bukhari descriu el bouraq com "un animal blanc i llarg, més gran que un ase però més petit que una mula que posa el peu tant lluny com la mirada el pot portar". Bouraq és també la muntura d'Abraham quan visita a la seva dona Agar i al seu fill Ismael. Abraham viu a Jerusalem amb Sarah, la seva primera esposa, però bouraq el porta al matí a la Meca per veure la seva família, i el torna a Jerusalem amb la seva dona.

#### Haizum
L'Arcàngel Gabriel guiarà un cavall alat nomenat « Haizum », d'acord amb algunes tradicions. Aquest cavall alat és capaç de volar a qualsevol lloc de l'espai conegut.

#### Mamoun
Mamoun, es un cavall d'ambre i de mesc pur dotat d'ales amb pedres precioses, que fou creat per Al·là pel pare de la humanitat Adam, i li va permetre pujar al cel. Adam el guia, dirigit per l'arcàngel Gabriel, i es dirigeix cap al cel on aprèn la grandesa de Déu.

#### Contes àrabs
La imatge d'aquest animal fabulós es troba àmpliament al conte dels Mil i una nits titulat El Cavall encantat: un rei, rep a la seva cort un Indi qui li presenta un cavall mecànic de banús, capaç de girar-se i voleiar una clavilla. Al Caire, a la dècada dels 1830, un conte oral posa en escena un cavall blanc alat. És el padrí d'un nen i presideix al seu naixement. A continuació el vetllarà tota la seva vida, guiant-lo, oferint-li vi i pastissos, roba, i l'ombra de les seves ales. Mor el mateix dia que mira una escultura de la mesquita del Caire de l'època. En aquest moment, mostra que el cavall alat porta el nen que estima sobre el coll, amb les seves ales caigudes i enfonsades. El vol de cavalls, es un relat sortit de la imaginació de la quebequesa de Marie José Thériault, en la qual explica la història d'un àrab que tothom pren per un bandit, i que allibera una ciutat de la misèria fent aparèixer un ramat de cavalls voladors. Aquesta història està inspirada en l'estada de l'autora a Tànger, l'any 1953.

### A Àsia
.

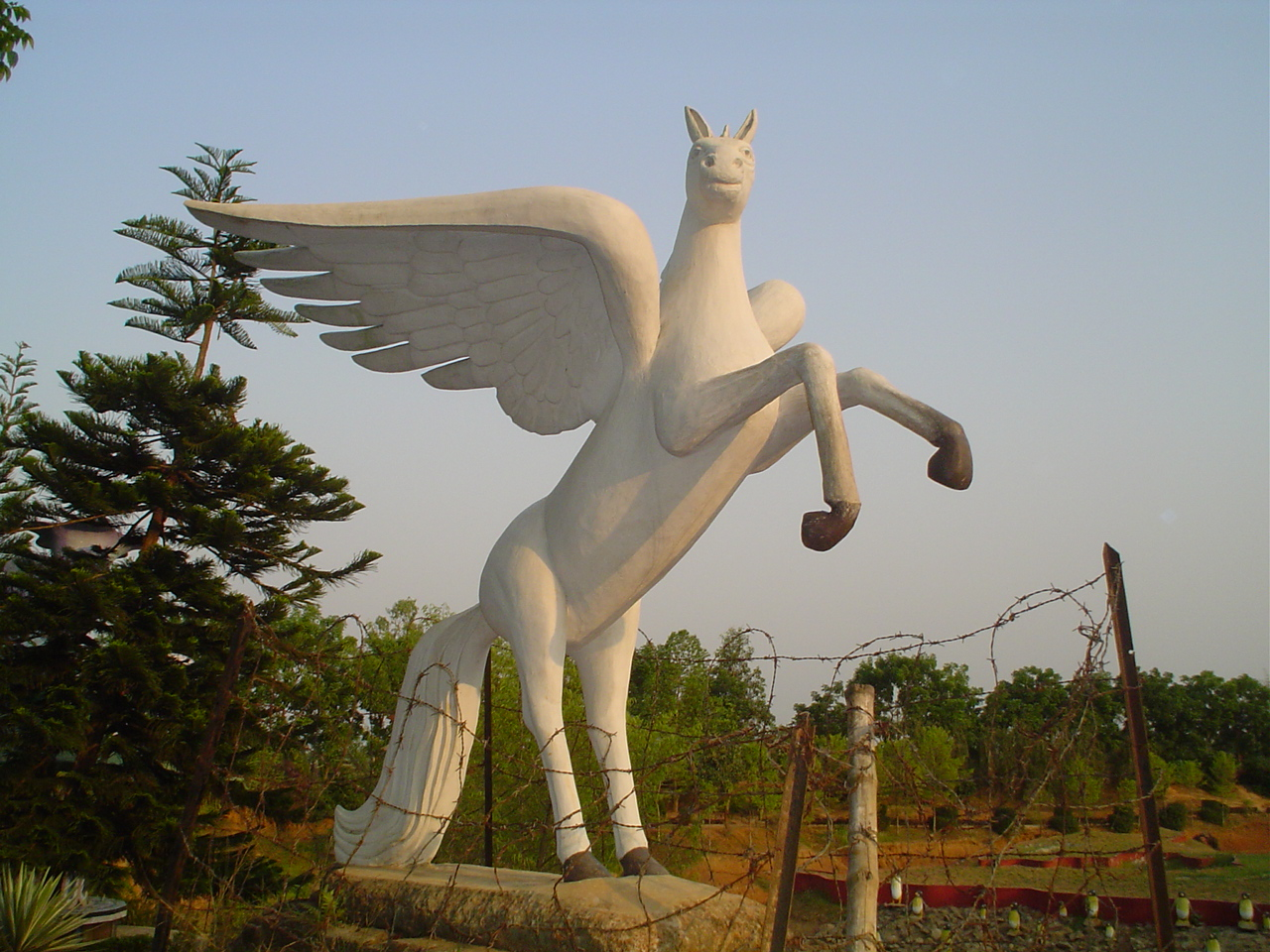
Ponkhiraj, rei dels ocells en els contes bengalís, a Dinajpur

Omnipresent a Àsia, el mite del cavall alat es troba a les epopeies del Tibet i de Mongòlia, que evoquen els cavalls que volen com a ocells. A Yakoutia, el cavall xamànic te ales. El poble nòmada dels Sienpei, establert a l'actual Mongòlia, va conèixer a l'Antiguitat una « bèstia celestial amb una forma equina » que sens dubte dona lloc a una abundant producció artística. Ponkhiraj, cavall alat blanc, és el rei dels ocells als contes populars de Bangladesh. Un conte oral en wakhi, inclou un poltre fantàstic que no pot tocar terra en els seus 40 primers dies de vida, o les seves ales es trencaran.

#### Xina - Tianma
Tianma és el cavall (ma) celeste (tian) del folklore xinès. Capaç de volar, protegeix també els cucs de seda. Durant la Dinastia Zhou, Tianma va ser designat com la constel·lació del cavall celeste. S'associà a la Dinastia Han, amb l'emperador Wu de Han, que apreciava els cavalls de l'Àsia central. Aquest animal és posseïdor de molts poders, que recorden l'aigua nascuda del drac: es metamòrfica i transcendeix les barreres entre espècies animals, tant com les distàncies geogràfiques. La seva aparença és variable, d'acord amb diferents històries. Una d'elles la presenta com un tigre galopant pels núvols, una altra com una serp amb un cap de cavall i, finalment, una altra propera a un ocell volador.

#### Corea - Chŏllima
.

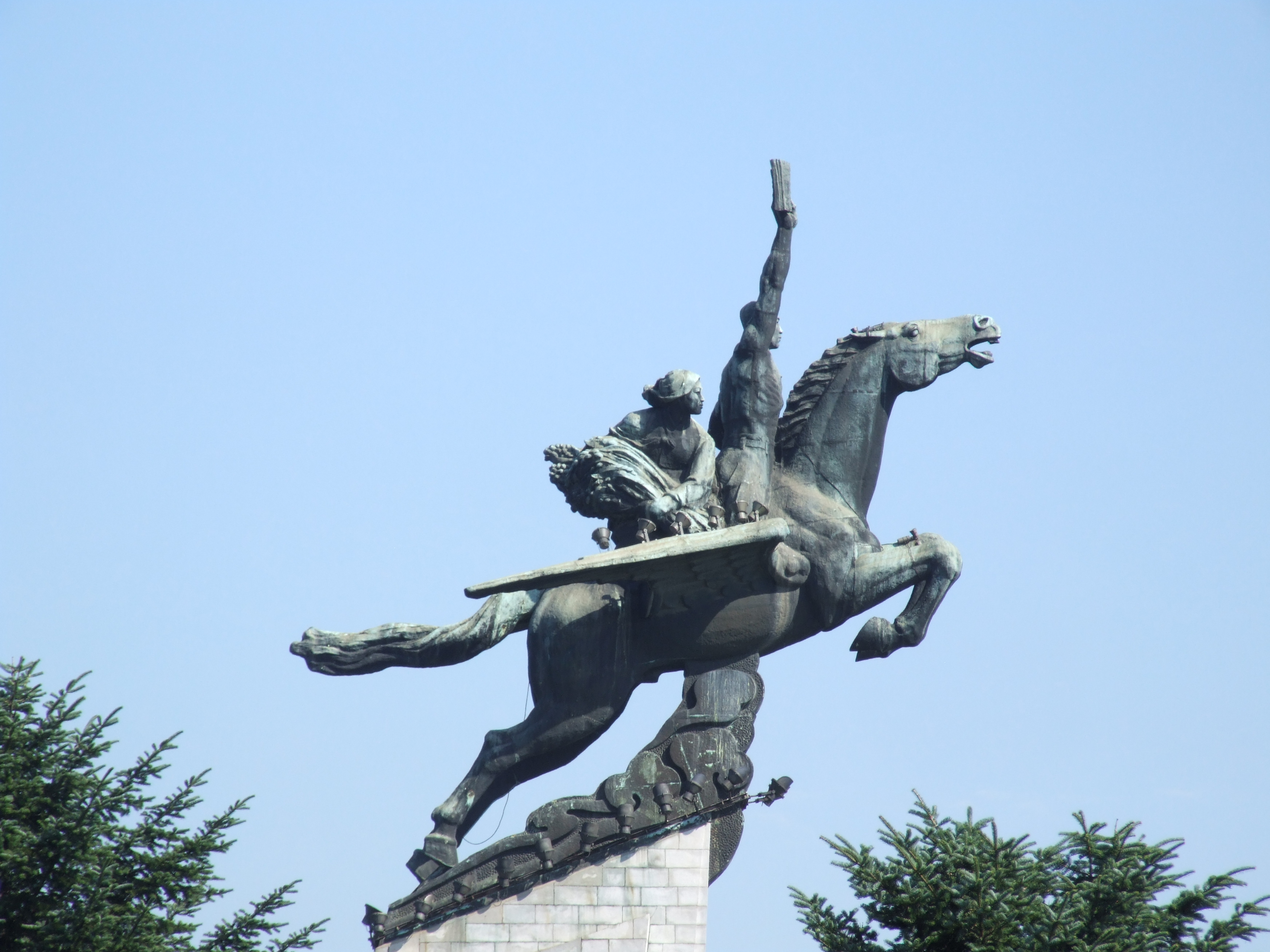
Estàtua de Chŏllima a Pyongyang

Un cavall blanc celestial, apareix a la llegenda fundacional d'un dels tres regnes coreans: Silla. Quan el poble recull les oracions del rei, un cavall emergeix d'un llampec portant un ou brillant. L'animal meravellós torna al cel, a continuació s'obre l'ou i apareix Pak Hyeokgeose, primer rei de Silla.
Chŏllima, un famós cavall de la mitologia coreana, està present en molts aspectes de la vida quotidiana dels coreans, tot i que certament es deriva d'una llegenda xinesa similar. Segons la seva llegenda, és capaç de recórrer 250 km per dia. Sovint es representa com un cavall alat. Les estàtues de la capital de Corea del Nord, Pyongyang, simbolitzen l'heroisme i l'esperit combatiu del poble coreà, avançant a la velocitat de Chollima. A Corea del Nord, és un símbol particularment fort, ja que l'any 1958, dona el seu nom al moviment Chollima, iniciat per Kim ll Sung. Un sistema carregat de motivar els treballadors a augmentar la seva productivitat per obtenir un ràpid desenvolupament econòmic. Chollima és també el sobrenom de l'equip de futbol de Corea del Nord, i el nom d'una línia de metro, la línia Chollima.

#### Tchal-Kouyrouk
Tchal-Kouyrouk "cua gris cendra" és un cavall meravellós capaç de volar, caminar al fons de les aigües i de parlar. El seu origen el trobem en l'èpica de d'Er-Töshtük, una branca del cicle de Manas, que forma part de l'epopèia nacional del Kirguizstan. Assisteix al seu mestre i el vigila en totes les circumstàncies, recomanant-lo que segueixi els seus consells. El seu genet ha de fuetejar-ho fins que li surti sang, i se li arranqui un tros de carn « gros com una ovella » perquè les ales li surtin dels flancs, fent que pugui creuar grans distàncies. Els seus poders són superiors als de l'home, encara que hagi de suportar les pitjors tortures perquè les seves facultats siguin operatives.

#### Tulpar
.

L'escut del Kazakhstan mostra dos cavalls alats semblants als tulpars dels contes Kirguisos

El nom de Tulpar es refereix al cavall alat en la mitologia de les tàtars, sobretot a l'actual Kirghizistan. Els « tulpars » dels contes kirguisos són cavalls capaços de volar, mentre porten un heroi a l'esquena. Aquesta paraula no es refereix al nom d'un animal o grup d'animals en particular, sinó a un qualificatiu. Manas, heroi ben conegut de l'èpica de Manas, ha de capturar el cavall « tulpar » Kak-Kula, un animal caçat més que domesticat. A la seva esquena, Manas segresta la princesa Haïlek i la porta al llac Songköl. Més tard, Kak-Kula perd l'estatus de tulpar mentre que el cavall Karay-Boz de cuaranta ales, adversari de Manas, esdevé clarament un tulpar. Un altre tulpar dels contes kirguisos porta el nom d' « Espígol-blanc ».

#### Índia, hinduisme i budisme
.

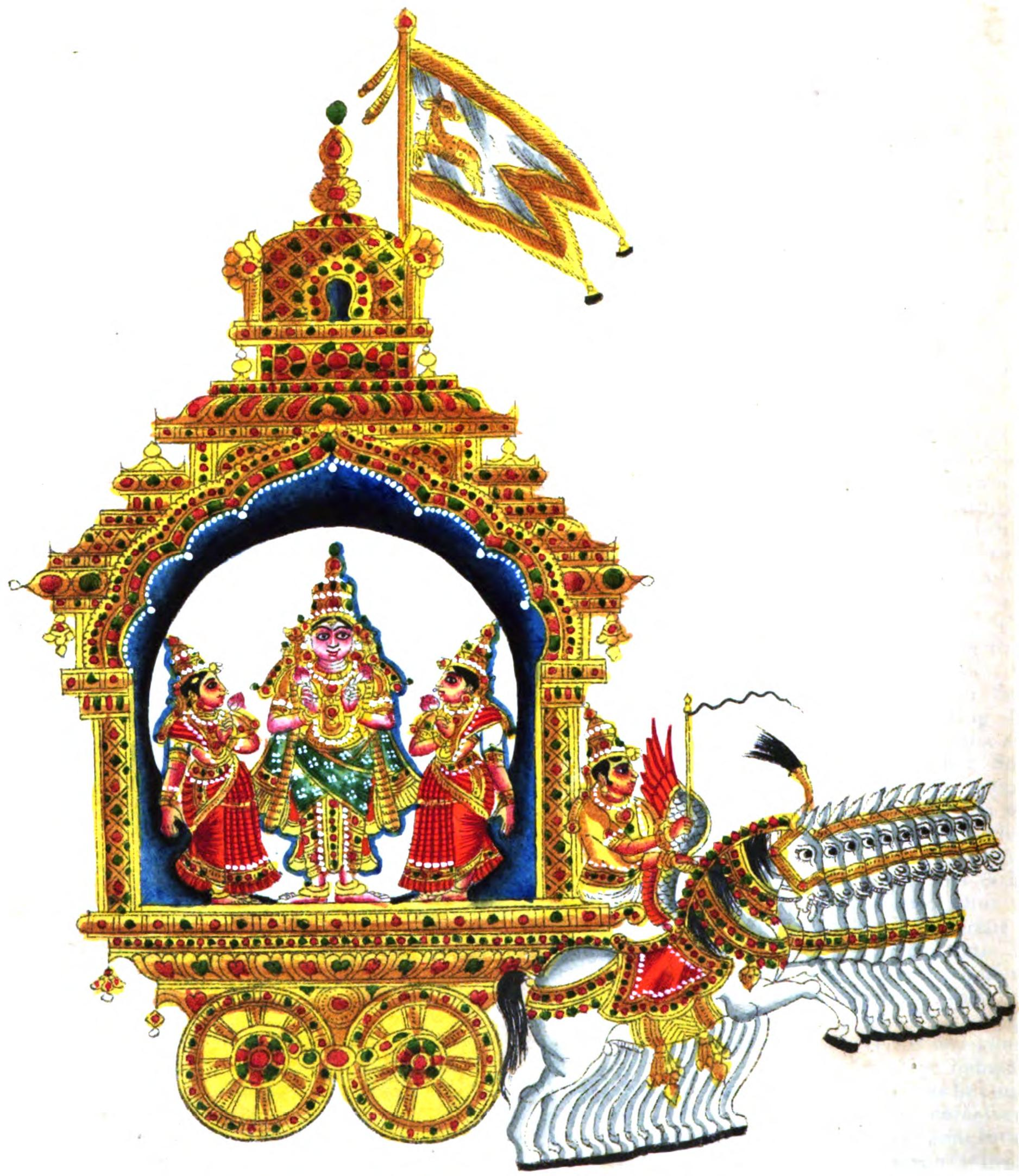
El déu de la lluna Tchandra amb els seus deu cavalls, dels quals un és alat

El cavall alat abunda en els textos i l'Art de l'Índia. Segons el Diccionari dels símbols, « tots els cavalls alats hi apareixen » (així com a l'Antiga Grècia). Això es particularment cert pel que fa al budisme. Les vinculacions entre cavall i ocell estan normalment associades amb el simbolisme del deu-solar. El cavall alat, es troba tant als Jātaka budistes, com en els Jātaka Valahassa o els Vidura pandita Jātaka. El cavall volant (però no alat) Uchaishravas, neix a partir del batut de la mar de llet, explicat al Mahabharata, sembla el seu predecessor i font d'inspiració per tots els altres: segueix el curs del sol al cel.

##### Védisme - Tarkshya
Al Rigveda, els missatgers del carro d'Indra són cavalls alats amb pelatge negre brillant i amb els peus blancs. Els seus ulls brillen com el sol, i s'enganxen ells-mateixos al seu carro en un jou d'or. La seva velocitat supera el pensament.
Les tradicions índies vèdiques inclouen també Tarkshya, personificació del sol. Tarkshya, es presenta en els textos més antics sent un cavall. A continuació, esdevé un ocell dotat de paraula en els escrits més recents, com en el Mahabharata on es confon amb Garuda. En la personificació del sol, les creences relacionades amb el Vedisme, Tarkshya sembla haver rebut aquest paper i simbolisme d'èpoques molt llunyanes. És una de les muntures de Surya, i es fa també conèixer sota el nom de Ashva, que significa simplement « cavall », o el d'Arishtanemi al Rigveda.

##### Hinduisme - Kalki i Arvā
Kalki, desena encarnació a venir de Vishnu, és sovint representat sobre l'esquena d'un cavall blanc alat. Amb aquesta muntura, destruirà l'antic món per donar lloc al nou.
El déu hindú de la lluna Tchandra posseeix entre els seus deu cavalls blancs celestes Arvā, o Arvan, qui és mig-cavall i mig-ocell. Les representacions, li atribueixen sovint ales i és generalment encarregat de dirigir el carro de déu. El nom del cavall dels dimonis, Daityas és igualment Arvā, també mig-cavall i mig-ocell: es tractar potser de la mateixa muntura del déu, un « cavall de la lluna ».

##### Budisme - Ballāha
.

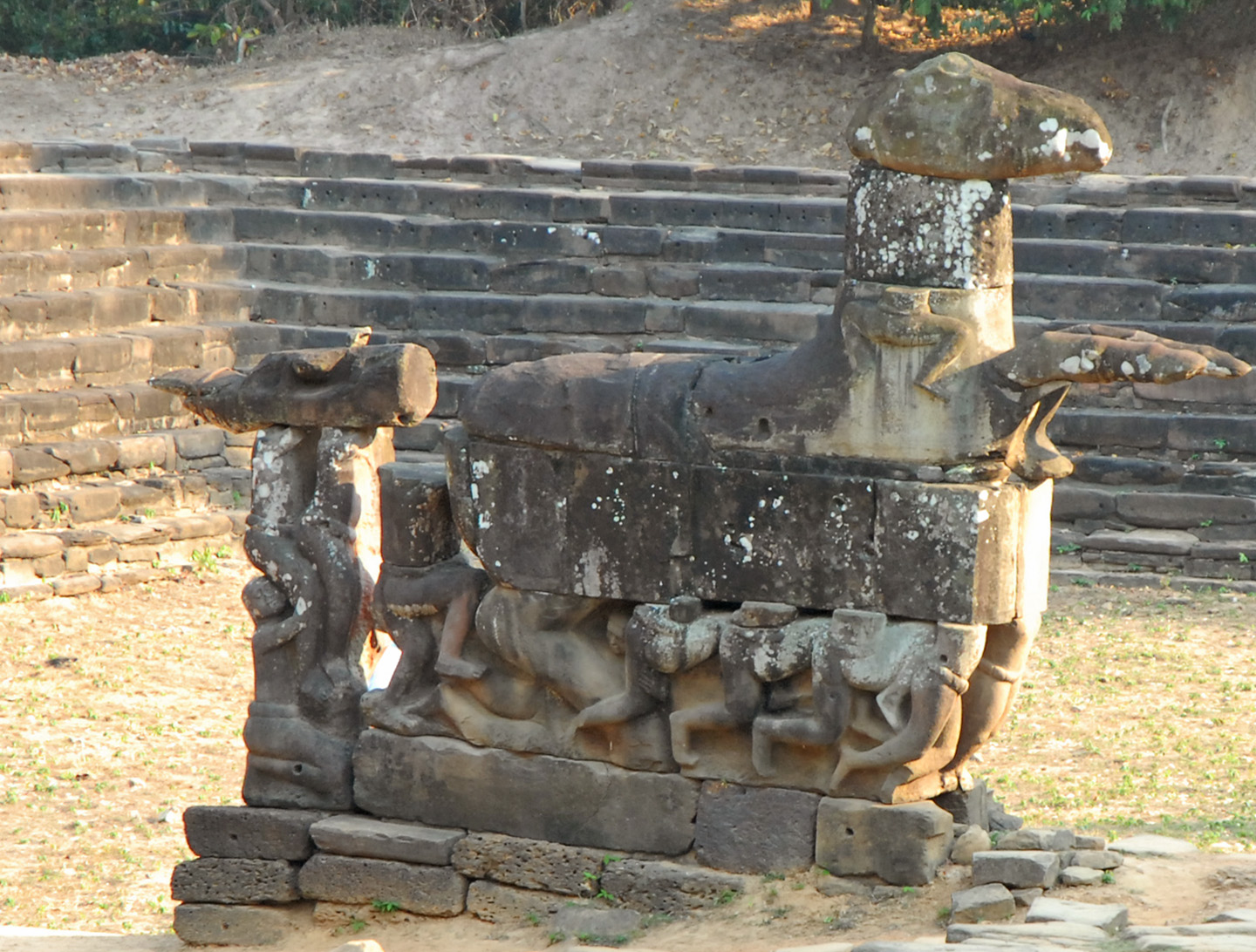
Estàtua del cavall Ballāha a Neak Pean, Siem Reap, Cambodja

Segons la concepció budista (encara que la creença sigui sortida de l'hinduisme), el benaurat Raja chakravartin, bodhisattva, esta envoltat de set joies de les quals, una és un cavall de classe Balāha, capaç de volar, i de desplaçar-se sense esforç a totes les direccions. Aquesta particularitat ha induït sens dubte els artistes a atribuir-li ales en les seves representacions. Són coneguts fins al Japó.
La història budista del cavall Balāha existeix en diferents versions, en llengua xinesa i índia. Un bodhisattva es, com un cavall volador dotat de paraula i de raó (sovint blanc, de vegades descrit com alat). Contacta amb comerciants hindús encallats en una illa que, per error han fet confiança amb rākshasas, dimonis antropòfags. Als Jātaka Valāhassa, aquest cavall és el mateix futur Buda, en una de les seves encarnacions anteriors. Una versió més recent, atribueix aquesta metamorfosi al Bodhisattva Avalokiteśvara, i l'illa és la futura Sri Lanka. Aquest relat es difon amb el budisme i, des de la seva Índia original, esta representat fins a Cambodja i al Japó.

### Altres tradicions
Alguns testimonis de cavalls alats, es troben a l'Àfrica. El cavall Bagzan, criat per l'elit dels tuaregs del Níger, acredita molts poders sobrenaturals, inclòs el de poder volar, que no és pas diferent que el de Pegàs. Al folklore dels bambara de Mali, els cavalls alats son cavalcats pels genis kwore, els quals condueixen a les regions de pluja fertilitzant.
Al folklore Navaho, es fa esment d'un cavall celestial que pot ser convocat gràcies a una cançó màgica: Alexander Eliot ho veu com un elogi més poètic fet al cavall. No obstant això, el cavall va aparèixer tard en la cultura ameríndia, ja que havia desaparegut d'aquest continent abans de l'arribada dels colons europeus.

## Simbologia
.

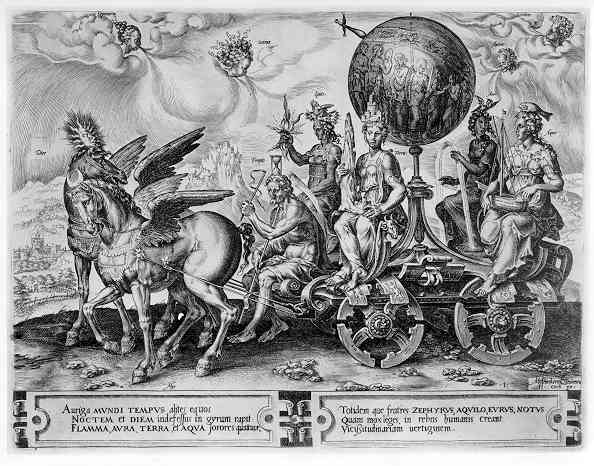
Al·legoria del triomf sota la forma d'un carro estirat per cavalls alats, 1564

El cavall alat s'associa amb l'aire per la lleugeresa de la seva carrera i la riquesa de la seva respiració, així com amb el llamp. Les seves ales el converteixen en un vehicle meravellós capaç de portar l'ésser humà a través del món i també representar la immortalitat, per analogia amb els humans immortals als quals elis hi creixen les ales.
Està molt present simbòlicament al llarg de tota l'Antiguitat, on esdevé un signe de fama com ho demostren les monedes encunyades amb la seva efígie, tant a Siracusa, com amb Alexandre el Gran, i en altres parts de Grècia. Pegàs és un símbol de saviesa i, sobretot, de reconeixement fins al Renaixement. Esdevé el creador de la poesia i de fonts meravelloses en les quals els poetes arriben a inspirar-se, especialment en el segle xix, i on molts poemes exalten aquesta funció. A través de la personificació de l'aigua, d'un mite solar, de l'alquímia o de la imaginació, s'ha posat en valor pels treballs dels psicoanalistes continuadors de Carl Jung. Hi trobaran una profunda simbologia esotèrica,en relació amb l'energia espiritual, que permet accedir al domini dels déus de l'Olimp.

### Somni i imaginació
Pegàs i el cavall alat han estat estudiats a través de la psicoanàlisi i de la psicologia analítica, sobretot gràcies als seguidors de Carl Gustav Jung. Una conferència de psicoanalistes, celebrada l'any 1984 va tocar el tema. En general, és un símbol de recerca relacionat amb els instints i la intuïció. Les ales simbolitzen "el poder transformador i transcendent de la imaginació". És molt més freqüent als somnis que l'unicorn. Wilhelm Stekel es refereix a un dels seus pacients, que veu la meitat d'un cavall alat que intenta sortir de espai on es troba, batent una sola ala. Aquest home es guanya la seva vida com a periodista, però hauria volgut convertir-se en novel·lista. Segons la seva interpretació, el somni simbolitza la seva ambició i la impotència : el cavall alat es talla per la meitat a causa de les limitacions imposades per la funció de periodista, perquè l'ofici de periodista del seu pacient no li permet d'expressar l'altra meitat de la seva imaginació.

### Animal xamànic
.

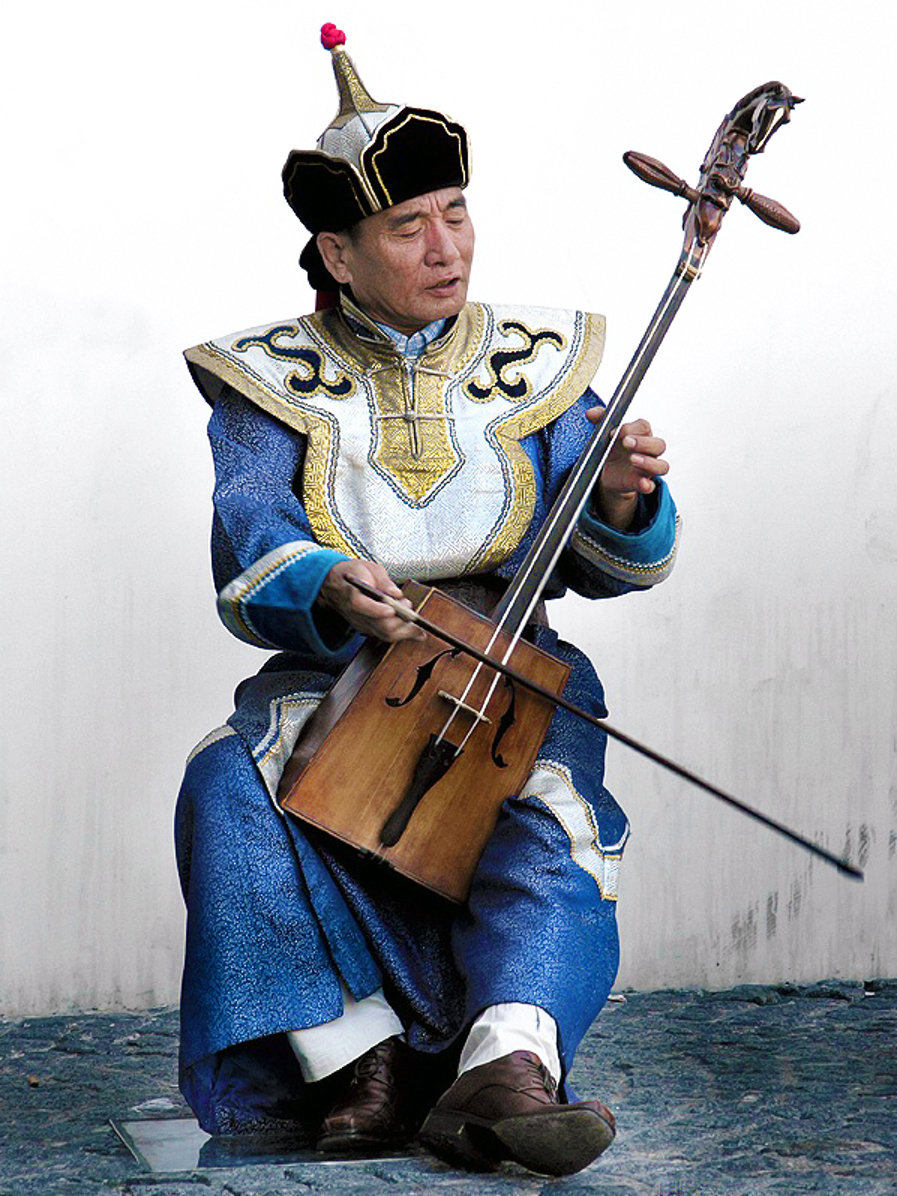
Músic mongol jugant del morin khuur, la viola amb cap de cavall. La creació d'aquest instrument és estretament lligada al xamanisme i a un cavall alat

El cavall alat o volador, també es troba associat amb el xamanisme, una pràctica molt present a l'Àsia central. La creació del morin khuur (viola amb cap de cavall), un instrument tradicional mongol, esta relacionat amb una llegenda que inclou un cavall alat. Un pastor nomenat Khökhöö Namjil canta perquè un dia, el ezen (esperit-mestre) que resideix en una muntanya propera, se li aparegui i li doni un cavall alat màgic, nomenat Jonon Khar. Cada nit, Jonon Khar vola per permetre al seu genet s'uneixi a la seva estimada. Però una dona gelosa, talla les ales d'aquest cavall que cau del cel i mor. A conseqüència de l'esperit del seu cavall, Khökhöö Namjil fa servir els seus ossos per crear un violí amb cap de cavall, i toca cançons sobre la vida de l'equí màgic. L'epopèia de Niourgoun el Yakoute, guerrer celeste, composta en el segle xviii a Yakoutie, és plena de referències xamàniques. Niourgoun, convoca a voluntat un cavall de color vermell fosc, capaç de parlar. Les seves ales són les seves crinera i la seva cua. Sobre la seva esquena, el cavaller i guerrer esdevenen molt clarament un vol xamànic. Tchal-Kouyrouk, de l'èpica nacional del Kirghizistan, també intervé amb les seves ales, que surten dels flancs, en un relat, del qual la inspiració xamànica no s'ha demostrat. El testimoni d'un xaman de Madagascar, inclou moltes visions d'unicorns, centaures i cavalls alats, mentre que assegura no haver tingut cap coneixement en el moment de les històries que mostren aquest tipus de criatura.
Les ales del cavall, el converteixen en una criatura sobrenatural que escapa als límits del món conegut. El connecten a l'èxtasi del xaman, que puja al cel sobre una criatura alada, generalment un ocell. En totes les pràctiques xamàniques, l'home que emprèn un viatge espiritual, es assistit per un "animal que no ha oblidat com va adquirir les ales", ja que en cas contrari no pot elevar-se.

## Representacions artístiques
Els cavalls alats sovint es representen en l'art, particularment a l'Antiguitat.

### Arts asiàtiques

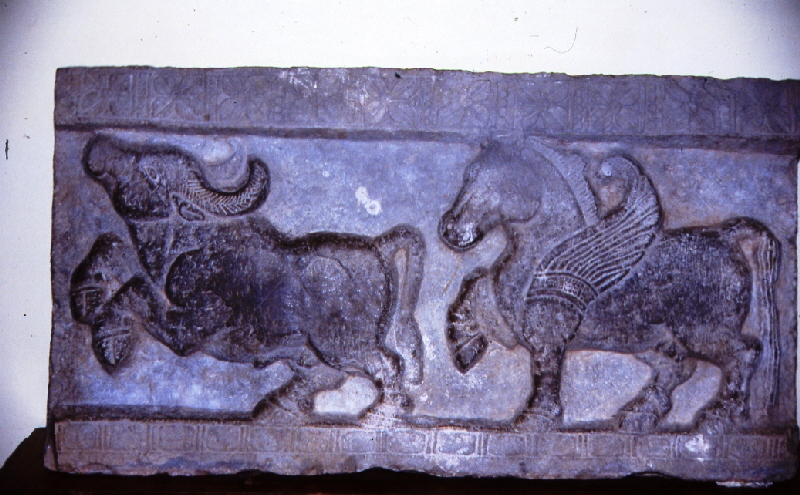
Fris amb un toro i un cavall alat a Karnataka, a Índia

Marc-André Wagner assenyala que els primers es remunten al segle xix aC amb els protohitites, d'on arriben als Assiris al I mil·lenni aC, i continuen a les regions de la Jònia i de Cària, a l'Àsia Menor. Entre els Assiris, hi trobem segells-cilíndrics datats al segle xiv aC, o del segle xiii aC. Es mostren clarament aquestes criatures híbrides (pocs segles abans de la data avançada per M.A. Wagner).
A l'actual Afganistan, un fresc del segle vi, mostra una divinitat solar vestida típicament a la moda de l'Àsia central en un carro de dues rodes, tirat per quatre cavalls alats blancs. Potser es refereix a Súrya o més probablement a Mitra.
A la Xina, es va trobar una figura d'un cavallet de bronze amb ales nomenat Fei Ma (significa cavall alat). Es va localitzar a la tomba d'un general del segle i aC. L'enterrament de Wu Sansi, al nord del país, compta amb una monumental escultura de cavall alat de pedra. El Fei Long, és el cavall (ma) drac (long) alat (fei) del bestiari xinès. Esta representat com a guardià de la Tomba de Gaozong, de la Dinastia Tang a Quanzhou. La base la te solta, per un terratrèmol que va tenir lloc en els Annals, i els seus quatre peus s'han trencat al nivell dels cascs. L'una de les obres d'art xineses mes famoses és aquella del Cavall volador de Gansu, que sense ser alat descansa un peu sobre un ocell.
Els Xianbei de Mongòlia creen molts objectes d'art per als cavalls alats. A l'Índia, el cavall alat semblaria ser, com l'elefant alat, una creació local, encara que algunes teories reivindiquen la seva filiació amb Pegàs. És poc freqüent en l'escultura, però alguns exemples els podem trobar en les balustrades de la stūpa de Sānchî, i les escultures de Amaravati.

### Arts europees
.

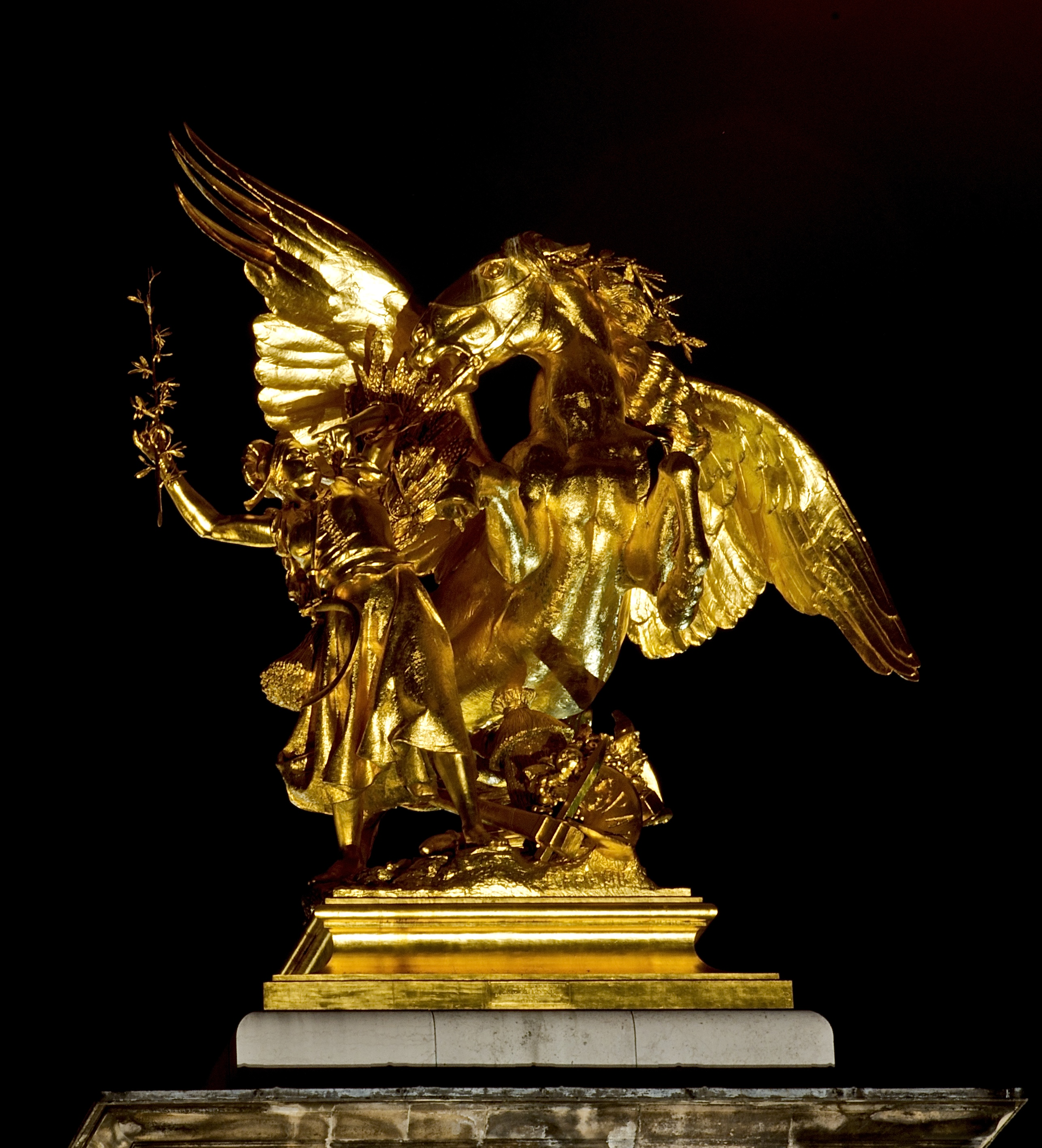
El reconeixement de l'agricultura, una estàtua del pont Alexandre-III a París

La primera aparició del cavall alat sobre el continent Europeu, s'efectua lògicament a Grècia, sobre les monedes corínties del segle vii aC., sota la influència d'Àsia Menor. El més representat és Pegàs, sobre ceràmica, monedes i escultures. Els cavalls alats representats ens cascos i escuts no semblen pas tots la figura de Pegàs en particular. Tenen una funció profilàctica, especialment per als guerrers. Una Enòcoa representa la deessa Niké com una nena, a un carro dibuixat per quatre cavalls alats, es conserva a Berlín.
Una obra dels etruscs, els cavalls alats de Tarquínia, és una de les produccions artístiques mes interessants d'aquest poble. Aquest alt relleu adornava un temple del segle iv aC. Potser estava enganxat a un carruatge, i la seva inspiració tindria l'origen amb Pegàs, testificant la influència grega sobre les etruscs. Els híbrids de cavall i d'ocell de presa s'han representat en temps antics, i també amb els Merovingis.
El Renaixement artístic a Europa, va donar lloc a un renovat interès per la mitologia grega, i per tant, a les representacions de Pegàs, que havien estat absents a l'edat mitjanaEdat mitjana. Les figures dels cavalls alats, es ressenyen regularment al llarg de la història. Per exemple el moment de la Segona Guerra Mundial, al Pont de Pegàs, on els paracaigudistes anglesos representen un emblema.

### Heràldica
.

Blasó del municipi de Bargen, Suïssa

El cavall alat es troba com una figura heràldica imaginària sota el nom de Pegàs, fins i tot quan la seva representació no té una relació coneguda amb el Pegàs de la mitologia grega. Així, la família Creuzé de Lesser te sobre el seu escut d'armes un cavall alat d'ales daurades, arrodonides i estirades, probablement una creació naturalista que respon al simbolisme de l'època dels trobadors. L'hipogrif també esta representat en els blasons heràldics, generalment en forma de suport.

### Poesia
A la poesia, molts reculls utilitzen la temàtica del cavall alat per a enllaçar-lo amb Pegàs, qui n'és un dels símbols. L'escriptor i poeta holandès Louis Couperus escriu el recull conegut com a El Cavall alat l'any 1923, i René Herval en titula un altre de la mateixa manera l'any 1966. Victor Hugo, aprofita molt la imatge del cavall alat, sobretot en el poema trenta quatre de Les Orientales, fent referència a la llegenda de Mazepa. L'animal que porta Mazeppa, es presenta com un geni en forma de cavall alat, que fa que el seu genet arribi a un nivell mes elevat de consciència. L'home mortal, es transporta a un regne d'eternitat, al fons de la seva fabulosa muntura. Hugo també dedica diversos escrits a Pegàs, sobretot dos poemes a les Cançons dels carrers i dels boscos : Le Cheval, qui obre el recull, i Au cheval que l'acaba:
Va Extreure del poema El Cavall
El cavall lluitava ; les seves pupil·les,
Igual que l'espasa i el yatagan,
Brillaven ; sacsejava les ales
Amb brisa d'huracà.
Volia tornar a l'abisme ;
Va retrocedir, prodigiós,
Amb sofre al nas
I l'ànima del món en els ulls.
Aquesta associació continuarà, ja que Lyubomir Levchev, poeta búlgar, guanyador del premi William Meredith Award for Poetry 2013, ha nomenat un dels seus reculls Green-Winged Horse, és a dir « El cavall ales verdes ».

## Cultura popular
El cavall alat, roman molt present en la cultura popular. Apareix sobretot en novel·les de fantasia i del cinema de ciència-ficció i en les sèries d'animació, i les joguines per a nenes. La figura del unicorn alat també està present en la cultura popular.

### Literatura de ficció

#### L'hipogrif d'Ariosto
.

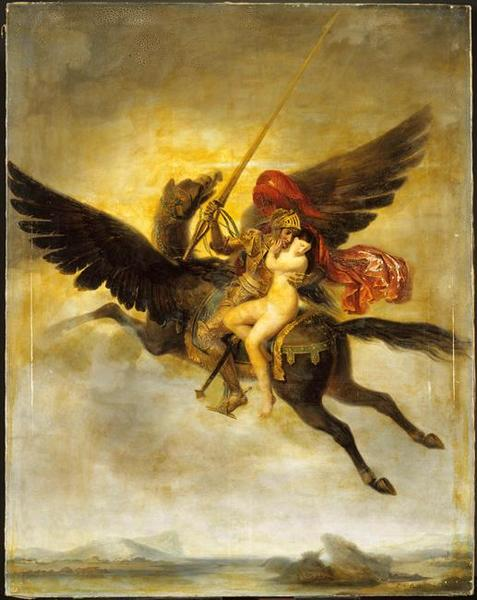
Roger lliurant Angélique, per Louis-Édouard Rioult, oli sobre tela, París, Museu del Louvre

El hipogrif és una criatura híbrida, mig cavall i mig àguila, que s'assembla al cavall alat amb el cap, i els membres davanters d'una àguila. És clarament nomenat i definit per primer cop en l'obra d'Ariosto, Orland furiós, al començament del segle xvi. En aquesta novel·la de cavalleria, inscrita en el cicle carolingi, l'hipogrif és una muntura natural nascuda de l'acoblament d'una egua i d'un griu, extremadament ràpid i capaç de volar per tot el món, muntat per mags i nobles herois. El paladí Roger prendrà la bella Angèlica sobre les seves espatlles. Símbol d'impulsos incontrolats, porta Angelique fins a la lluna. Aquesta criatura sembla haver estat objecte de pocs seguidors. Al començament del segle xxi, la saga de Harry Potter va tornar a popularitzar els hipogrifs, sobretot a través del personatge de Buck.

#### Literatura infantil i de juvenil
La major part de les mencions al cavall alat en literatura infantil i juvenil, tenen cabuda en el que coneixem com gènere de fantasia i/o fantàstic. Alguns exemples, com l'obra de l'alemanya Bertha Lask, À travers les âges : voyages d'un enfant sur un cheval ailé, traduït en francès l'any 1933, pertany més aviat al registre del meravellós. Així, a El nebot del mag de C. S. Lewis, pertanyent al cicle de Narnia, Fresa (Maduixa), un cavall alat de color vermell, té un paper prominent. Altres criatures del mateix tipus poblen l'univers de Narnia. No hi tenen a priori res a veure amb el lleó Aslan, sinó que estan entre la dotzena de criatures més ràpides. A la novel·la The Winged Colt of Casa Mia de Betsy Byars, un poltre nomenat « Alat » neix amb ales a un ranxo americà, i ha d'aprendre a s'adaptar-hi. Menys coneguts són Katy and the Winged Horse, on l'heroïna, sovint malalta, rep un petit cavall alat de la seva àvia, el qual pren vida; i Johnny and the Winged Horse, que explica la història d'un nen afectat per una forta descarrega elèctrica, immers en un món fantàstic que te com a company un cavall alat.
La sèrie de novel·les de Harry Potter de J. K. Rowling presenta diferents espècies de cavalls alats. Els sombrals, els més coneguts, són animals negres sense carn i pelatge, que només poder ser vistos per aquells que han vist la mort i han fet el dol. Posseeixen un excel·lent sentit de l'orientació i són molt ràpids, però els mags els veuen com un signe de mala sort.
The Witches of Winged-Horse Mountain, forma el quart volum de les aventures de l'aprenent de bruixa Beatrice Bailey, a la sèrie juvenil de Sandra Forrester. La novel·la City of Stars, a la sèrie de les aventures de Stravaganza de Mary Hoffman, presenta també aquesta criatura. La sèrie de novel·les juvenils Beast Quest dedica el seu volum 16 a la captura d'un cavall alat.
A la sèrie de novel·les Tara Duncan, de Sophie Audouin-Mamikonian, les muntures dels guerrers són cavalls alats anomenats Pegàs. L'heroïna té un pegàs familiar anomenat Galant. La relació entra Tara i Galant és gairebé amorosa.

### Cinema i animació

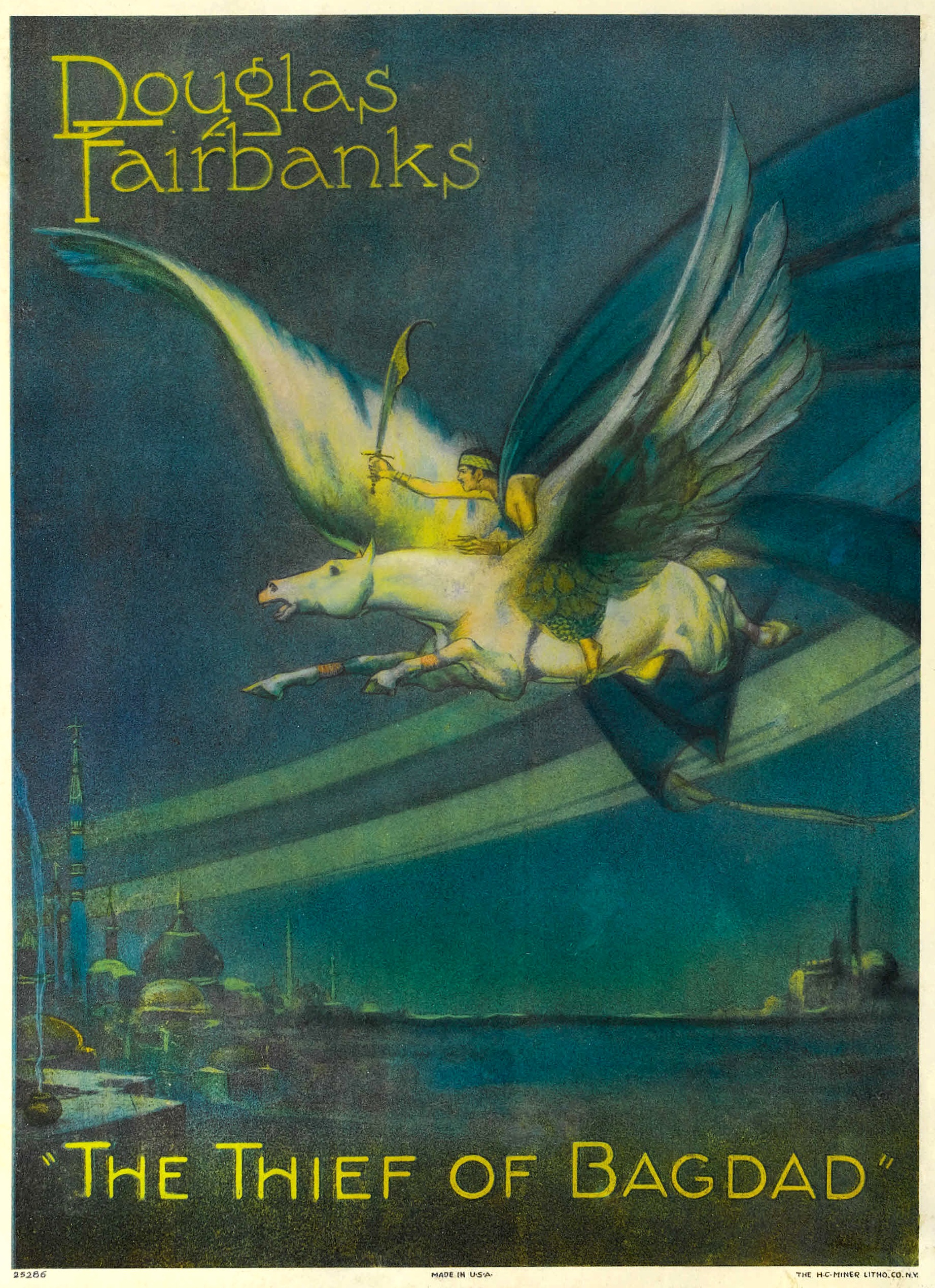
Cartell del film El lladre de Bagdad, versió 1924. Ha inspirat de diversos contes dels Mil i una nits.

La presència de cavalls alats al cinema i l'animació es remunta en el passat, ja que des de 1924 aquesta criatura es posa en escena a la pel·lícula El lladre de Bagdad de Raoul Walsh i Douglas Fairbanks, el que representa una prestació considerable per a l'època. Es troba a la versió de 1940 de la mateixa pel·lícula. L'any 1932, un episodi de Oswald el conill afortunat es titula El cavall alat. A la sèrie d'animació americana Luno the White Stallion (1963, TerryToons), Luno és una joguina que es converteix en un cavall alat quan el petit Tim pronuncia la frase « Oh cavall alat de marbre blanc, agafam en un vol màgic », i el porta per diferents aventures.
Al manga, i em sèrie d'animació Unico de Osamu Tezuka (1976-1983), Unico pot prendre la forma d'una gran unicorn alat per ajudar a aquells que li han ofert la seva amistat. Una altra de la mateixa sèrie d'animació, Blue Blink, posa en escena Magic, un poni blau sense ales però capaç de volar, descrit com « la filla de Pegàs ». A la sèrie d'animació nord-americana She-Ra, the princess of the power, l'heroïna She-Ra puja un cavall nomenat Llampec, que es transforma en un unicorn alat quan el toca amb l'espasa : Fougor (Swift Wind en versió original) seria el seu nom. A la sèrie d'animació nord-americana Starla i les amazones de les joies, Starla cavalca també un unicorn alat que portava les crins d'or, i es diu Sunstar. Les diferents pel·lícules i sèries d'animació que tenen llicència de joguines com My Little Pony presenten ponis i unicorns alats, portant tots a la vegada una banya i ales. A Barbie i el cavall màgic, un cavall alat rosa nomenat Brietta ajuda la princesa Annika.
Pegàs, també esta molt present en pel·lícules i l'animacions, sobretot a Fantasia i Hèrcules dels estudis Walt Disney, a les dues versions del Lluita de titans l'any 1981 i l'any 2010, a Sant Seiya on Seiya és el cavaller de Pegàs, o com Helios, nuvi de Mini-Bunny Tsukino al quart arc de Sailor Moon (SuperS).

### Editorials
Un editor suís nomenat Editions du Cheval ailè va estar actiu des de 1944 fins a 1947. És conegut per haver publicat principalment textos d'antics líders del Règim de Vichy.

### Còmics
Als comics nord-americans, Aragorn és la muntura alada del tercer Cavaller negre (Dane Whitman), heroi de Marvel. Més tard, va aparèixer a Brunnhilde, una Valquiria d'Asgard, que viu a la fortalesa d'Asgard amb els altres cavalls alats. Aquests cavalls alats, que són beneïts per Odin, tenen el poder d'escollir una cavallera per fer d'ella una Valquíria. Brightwind, una d'aquests genets, es salvada per Dani Moonstar de l'atac d'un grup de caçadors i l'escull com a amazona. Més tard, quan el genet es familiaritza amb la mort, canvia la seva aparença i es torna completament negre, prenent el nom de Darkwind. Dane Whitman més tard es converteix en el Cavaller negre, i pretén agafar un nou cavall alat, amb ales negres com les del rat-penat Valinor. Satisfet amb Avalon, aquest cavall es tractat pel Doctor Strange, i es torna contra el seu antic amo. El Cavaller negre, s'encarregarà d'un nou cavall alat, aquest cop blanc: Strider. El Dreadknight munta un fantàstic cavall alat negre, a prop d'un drac, conegut com a Hellhorse.

### Joguines
El cavall alat és popular en les joguines, principalment per a les nenes. Els més coneguts són aquells que tenen la llicència My Little Pony de Hasbro, amb diverses denominacions. La primera generació d'aquestes joguines, de 1982 a 1993, proposa ponis Pegàs, de les ponis libèl·lules, amb les ales de plàstic translúcides i extraïbles, o fins i tot ponis papallones, amb les ales recobertes de colors. Aquestes joguines són molt apreciades pels col·leccionistes. Amb el temps, han sortit noves games, inspirades sobretot per la sèrie d'animació de 2010 que compta amb ponis alats i voladors com Rainbow Dash i Fluttershy, així com unicorns alats. Si My Little Pony és una llicència de joguines, que després va donar pel·lícules i sèries animades, també passa el contrari. Els productes derivats de She-Ra, la princesa del poder inclouen una joguina amb Fougor, i els de la princesa Starla i les amazones de les joies compten l'unicorn alat Sunstar.
Una nova llicència de joguines més recent, Bella Sara, inclou jocs de cartes i animals de peluix, amb molts cavalls alats, amb un lloc web interactiu qui permet de veure criatures dels mapes com em un videojoc.
A la col·lecció de nines Barbie, Glimmer el cavall volant, és una joguina amb bateries taronja i brillant, creada el 2007 per Mattel. Fa del sorolls i produeix llums quan galopa, s'encenen sobre les seves ales, i s'escolta el vent quan es vola. Respon quan se'l raspalla o se li dona menjar. De la mateixa manera, Playmobil proposa diferents cavalls alats, de color rosa, amb un tocador de princesa blanc o daurat, amb una carrossa. Existeix també peluixs de cavalls alats i edredons, inclosos els d'Anna Club plush. Així com els cavalls de balancí alats.